# Autarotis euryala
Autarotis euryala är en fjärilsart som beskrevs av Edward Meyrick 1886. Autarotis euryala ingår i släktet Autarotis och familjen Crambidae. Inga underarter finns listade i Catalogue of Life.